# 남송 효종
송 효종(宋 孝宗, 1127년 11월 27일(음력 10월 22일) ~ 1194년 6월 28일(음력 6월 9일))은 남송 2대 황제(재위 : 1162년 ~ 1189년). 휘는 신(昚)이고, 입궁 전 이름은 백종(伯琮)이다. 초기 자는 원괴(元瑰)이며, 황태자 된 후에 자를 원영(元永)으로 고쳤다. 다른 휘로는 원(瑗), 위(瑋)가 있다. 절일은 회경절(會慶節)이다.

## 생애
수안희왕(秀安僖王) 조자칭(趙子偁)의 아들로, 북송 태조 조광윤의 차남 조덕방(趙德芳)의 6세손이다. 고종의 양자로 들어가 즉위하였다. 진회의 사후 금나라의 4대 황제 해릉왕이 침공을 개시했다. 금나라군은 대군이었으나, 해릉왕은 권력확립을 위해 수많은 사람을 살해했기 때문에 금나라의 황족 중 한 사람인 완안옹(完顏雍)이 해릉왕에 대해 반란을 일으켰다.
금나라의 유력자들은 속속 완안옹의 곁으로 모이게 되었고, 해릉왕은 군중에서 살해되었다. 완안옹은 금나라의 5대 황제 세종이 되어 송나라와 화평을 맺었다. 같은 해 고종은 퇴위하여 태상황이 되고, 양자인 조신이 즉위하여 효종이 되었다. 금의 세종, 남송의 효종은 각자가 속한 왕조에서 가장 최고의 명군으로 불렸던 인물들이었는데, 우연하게도 동시대에 2명의 명군이 남쪽과 북쪽에 나타나게 되어 평화가 찾아오게 되었다.
효종은 본래 성격이 강하고 용맹했으며 끊임없이 금나라 정벌을 꿈꾸는 인물이었다. 그는 금과의 화친을 주장한 진회의 측근들을 쫓아내는 한편 금에 저항하다 억울한 죽음을 맞은 악비를 신원시켜 백성들의 민심을 얻었다. 그러나 효종은 재위 기간 내내 24년간 태상황으로서 군림하며 조정일에 끊임없이 관여하는 고종의 권력에 눌려 지냈고, 양자라는 입장상 그에게 반발하지 못하고 오로지 행동을 삼가며 고종을 극진히 모셨다. 악비가 세상을 떠난것을 굉장히 아쉬워했다. 효종 본인부터가 주전파인데다가 장군들도 형편없었기 때문이다. 그래서인지 악비를 모함한 진회일가를 미워했다. 악비의 시신을 거둔 사람에게 상을 주고 악비의 무덤을 크게 지어주었으며 충무라는 시호를 내리고 그앞에 무릎을 꿇은 진회일가의 동상을 세웠다. 그리고 악비와 같은 충직한 신하가 나에게 있었으면 얼마나 좋을까라고 한탄했다. 효종은 불필요한 관리의 숫자를 줄이고, 당시 남발기미가 보이던 회자(會子;지폐)의 절제 및 농촌의 체력 회복, 강남 경제의 활성화 등 여러 가지 개혁을 추진해 남송은 번영을 구가하게 되었다.
효종은 자신을 닮은 셋째아들 조돈(趙惇)을 총애하였는데 병약했던 장남 장문태자가 요절하자 차남인 위혜헌왕을 뛰어넘어 조돈을 태자로 삼았다. 그로부터 17년 뒤인 1189년 효종은 퇴위하여 상황이 되었고, 조돈은 즉위하여 광종이 되었다. 효종은 거처를 고종이 지내던 덕수궁으로 옮겨 이름을 중화궁으로 고쳤다. 효종은 동생에게 제위를 빼앗기고 외지에서 홧병이 나 죽은 둘째아들을 가엾게 여겨 그 아들을 태자로 삼고 싶어했는데 이로 인해 부자지간이 틀어지게 되었다. 광종은 점차 효종의 거처인 중화궁에 문안을 오지 않게 되었고 효종은 아들을 그리워하다가 세상을 떠났다.

## 재상
| 순서                                                     | 이름                                                     | 재임기간                                                 | 칭호                                                     | 자(字)                                                   | 봉호                                                     | 시호                                                     |
| 상서복야(尚書僕射) 겸 동중서문하평장사(同中書門下平章事) | 상서복야(尚書僕射) 겸 동중서문하평장사(同中書門下平章事) | 상서복야(尚書僕射) 겸 동중서문하평장사(同中書門下平章事) | 상서복야(尚書僕射) 겸 동중서문하평장사(同中書門下平章事) | 상서복야(尚書僕射) 겸 동중서문하평장사(同中書門下平章事) | 상서복야(尚書僕射) 겸 동중서문하평장사(同中書門下平章事) | 상서복야(尚書僕射) 겸 동중서문하평장사(同中書門下平章事) |
| -------------------------------------------------------- | -------------------------------------------------------- | -------------------------------------------------------- | -------------------------------------------------------- | -------------------------------------------------------- | -------------------------------------------------------- | -------------------------------------------------------- |
| 1                                                        | 진강백 (陳康伯)                                          | 1162년 ~ 1163년                                          | 상서좌복야(尙書左僕射)                                   | 장경 (長卿)                                              | 노국공 (魯國公)                                          | 문정 (文正)                                              |
| 2                                                        | 사호 (史浩)                                              | 1163년                                                   | 상서우복야(尙書右僕射)                                   | 직옹 (直翁)                                              | 월왕 (越王)                                              | 충정 (忠定)                                              |
| 3                                                        | 탕사퇴 (湯思退)                                          | 1163년 ~ 1164년                                          | 상서우복야(尙書右僕射) ↓ 상서좌복야(尙書左僕射)          | 진지 (進之)                                              | 기국공 (岐國公)                                          | -                                                        |
| 4                                                        | 장준 (張浚)                                              | 1163년 ~ 1164년                                          | 상서우복야(尙書右僕射)                                   | 덕원 (德遠)                                              | 위국공 (魏國公)                                          | 충헌 (忠獻)                                              |
| 5                                                        | 진강백 (陳康伯)                                          | 1164년 ~ 1165년                                          | 상서좌복야(尙書左僕射)                                   | 장경 (長卿)                                              | 노국공 (魯國公)                                          | 문정 (文正)                                              |
| 6                                                        | 홍적 (洪適)                                              | 1165년 ~ 1166년                                          | 상서우복야(尙書右僕射)                                   | 경백 (景伯)                                              | -                                                        | 문혜 (文惠)                                              |
| 7                                                        | 엽옹 (葉顒)                                              | 1166년 ~ 1167년                                          | 상서좌복야(尙書左僕射)                                   | 자앙 (子昂)                                              | -                                                        | 정간 (正簡)                                              |
| 8                                                        | 위기 (魏杞)                                              | 1166년 ~ 1167년                                          | 상서우복야(尙書右僕射)                                   | 남부 (南夫)                                              | 노국공 (魯國公)                                          | 문절 (文節)                                              |
| 9                                                        | 장비 (蔣芾)                                              | 1168년                                                   | 상서우복야(尙書右僕射)                                   | 자례 (子禮)                                              | -                                                        | -                                                        |
| 10                                                       | 진준경 (陳俊卿)                                          | 1168년 ~ 1170년                                          | 상서우복야(尙書右僕射) ↓ 상서좌복야(尙書左僕射)          | 응구 (應求)                                              | 위국공 (魏國公)                                          | 정헌 (正獻)                                              |
| 승상(丞相)                                               |                                                          |                                                          |                                                          |                                                          |                                                          |                                                          |
| 11                                                       | 우윤문 (虞允文)                                          | 1169년 ~ 1172년                                          | 상서우복야(尙書右僕射) ↓ 좌승상(左丞相)                  | 빈보 (彬甫)                                              | 옹국공 (雍國公)                                          | 충숙 (忠肅)                                              |
| 12                                                       | 양극가 (梁克家)                                          | 1172년 ~ 1173년                                          | 우승상(右丞相)                                           | 숙자 (叔子)                                              | 정국공 (鄭國公)                                          | 문정 (文靖)                                              |
| 13                                                       | 증회 (曾懷)                                              | 1173년 ~ 1174년                                          | 우승상(右丞相)                                           | 흠도 (欽道)                                              | -                                                        | -                                                        |
| 14                                                       | 엽형 (葉衡)                                              | 1174년 ~ 1175년                                          | 우승상(右丞相)                                           | 몽석 (夢錫)                                              | -                                                        | -                                                        |
| 15                                                       | 사호 (史浩)                                              | 1178년                                                   | 우승상(右丞相)                                           | 직옹 (直翁)                                              | 월왕 (越王)                                              | 충정 (忠定)                                              |
| 16                                                       | 조웅 (趙雄)                                              | 1178년 ~ 1181년                                          | 우승상(右丞相)                                           | 온숙 (溫叔)                                              | 위국공 (衛國公)                                          | 문정 (文定)                                              |
| 17                                                       | 왕회 (王淮)                                              | 1181년 ~ 1188년                                          | 우승상(右丞相) ↓ 좌승상(左丞相)                          | 계해 (季海)                                              | -                                                        | 문정 (文定)                                              |
| 18                                                       | 양극가 (梁克家)                                          | 1182년 ~ 1186년                                          | 우승상(右丞相)                                           | 숙자 (叔子)                                              | 정국공 (鄭國公)                                          | 문정 (文靖)                                              |
| 19                                                       | 주필대 (周必大)                                          | 1187년 ~ 1189년                                          | 우승상(右丞相) ↓ 좌승상(左丞相)                          | 자충 (子充)                                              | 익국공 (益國公)                                          | 문충 (文忠)                                              |
| 20                                                       | 유정 (留正)                                              | 1189년                                                   | 우승상(右丞相)                                           | 중지 (仲至)                                              | 위국공 (魏國公)                                          | 충선 (忠宣)                                              |

## 존호, 시호, 묘호
존호는 태상황으로 물러난 후인 1190년 2월에 지존수성태상황제(至尊壽聖太上皇帝)라는 존호를 받았다.
사후 시호는 철문신무성효황제(哲文神武成孝皇帝)이며, 영종 때인 1197년에 시호를 가상하여 소통동도관덕소공철문신무명성성효황제(紹統同道冠德昭功哲文神武明聖成孝皇帝)로 추시하였다. 묘호는 효종(孝宗)이며, 능은 영부릉(永阜陵)이다.

## 가족관계

### 조상
- 7대 조부 : 태조(太祖) 대효황제(大孝皇帝) 조광윤(趙匡胤)
- 7대 조모 : 효명황후(孝明皇后) 왕씨(王氏)
- 6대 조부 : 진강혜왕(秦康惠王) 조덕방(趙德芳)
- 6대 조모 : 위국부인(衛國夫人) 부씨(符氏)
- 5대 조부 : 영국공(英國公) 조유헌(趙惟憲)
- 5대 조모 : 서국부인(徐國夫人) 화씨(和氏)
- 고조부 : 신흥후(新興侯) 조종욱(趙從郁)
- 고조모 : 단양군군(丹陽郡君) 설씨(薛氏)
- 증조부 : 복국공(福國公) 조세장(趙世將)
- 증조모 : 상국부인(商國夫人) 이씨(李氏)

### 조부모와 부모
- 조부 : 익국공(謚國公) 조영화(趙令譮)
- 조모 : 제국부인(齊國夫人) 유씨(劉氏)
- 부친 : 수안희왕(秀安僖王) 조자칭(趙子偁)
- 모친 : 수안희왕부인(秀安僖王夫人) 장씨(長氏)

### 양부모
- 양부 : 고종(高宗) 헌효황제(憲孝皇帝) 조구(趙構)
- 양모 : 헌성자열황후(憲聖慈烈皇后) 오씨(吳氏)

### 황후
| 봉호           | 시호                | 이름(성씨) | 별칭  | 재위년도        | 생몰년도        | 국구(장인/장모)                                             | 능묘            | 비고  |
| -------------- | ------------------- | ---------- | ----- | --------------- | --------------- | ----------------------------------------------------------- | --------------- | ----- |
| 군부인(郡夫人) | 성목황후 (成穆皇后) | 곽씨(郭氏) | [ 6 ] | (추존)          | 1126년 ~ 1156년 | 영왕(榮王) 곽감(郭瑊) 진월국태부인(秦越國太夫人) 조씨(趙氏) |                 | [ 7 ] |
| 황후(皇后)     | 성공황후 (成恭皇后) | 하씨(夏氏) | [ 8 ] | 1163년 ~ 1167년 | ? ~ 1167년      | 하협(夏協)                                                  |                 |       |
| 황후(皇后)     | 성숙황후 (成肅皇后) | 사씨(謝氏) | [ 9 ] | 1167년 ~ 1189년 | 1132년 ~ 1203년 |                                                             | 영부릉 (永阜陵) |       |

### 후궁
| 봉호       | 시호       | 이름(성씨) | 별칭                   | 생몰년도   | 비고 |
| ---------- | ---------- | ---------- | ---------------------- | ---------- | ---- |
| 귀비(貴妃) |            | 채씨(蔡氏) | 화의군부인(和義郡夫人) | ? ~ 1185년 |      |
| 첩여(婕妤) | 현비(賢妃) | 이씨(李氏) | 통의군부인(通義郡夫人) | ? ~ 1183년 |      |

### 황자
| - | 봉호           | 시호       | 이름       | 생몰년도        | 생모          | 자식    | 별칭       | 비고                  |
| - | -------------- | ---------- | ---------- | --------------- | ------------- | ------- | ---------- | --------------------- |
| 1 | 황태자(皇太子) | 장문(莊文) | 조기(趙愭) | 1144년 ~ 1167년 | 성목황후 곽씨 | 1남     | 등왕(鄧王) |                       |
| 2 | 위왕(魏王)     | 혜헌(惠憲) | 조개(趙愷) | 1146년 ~ 1180년 | 성목황후 곽씨 | 2남     | 경왕(慶王) |                       |
| 3 | 황태자(皇太子) |            | 조돈(趙惇) | 1147년 ~ 1200년 | 성목황후 곽씨 | 2남 3녀 | 공왕(恭王) | 남송 제3대 황제 광종. |
| 4 | 소왕(邵王)     | 도숙(悼肅) | 조각(趙恪) |                 | 성목황후 곽씨 |         |            | 조졸함.               |

### 황녀
| - | 봉호               | 시호 | 이름 | 생몰년도   | 생모 | 별칭               | 비고    |
| - | ------------------ | ---- | ---- | ---------- | ---- | ------------------ | ------- |
| 1 | 가국공주(嘉國公主) |      |      | ? ~ 1162년 |      | 영가군주(永嘉郡主) |         |
| 2 | 공주(公主)         |      |      |            |      |                    | 조졸함. |

## 기년
| 효종        | 원년            | 2년             | 3년             | 4년        | 5년        | 6년        | 7년        | 8년        | 9년        | 10년       |
| ----------- | --------------- | --------------- | --------------- | ---------- | ---------- | ---------- | ---------- | ---------- | ---------- | ---------- |
| 서력 (西曆) | 1163년          | 1164년          | 1165년          | 1166년     | 1167년     | 1168년     | 1169년     | 1170년     | 1171년     | 1172년     |
| 간지 (干支) | 계미(癸未)      | 갑신(甲申)      | 을유(乙酉)      | 병술(丙戌) | 정해(丁亥) | 무자(戊子) | 기축(己丑) | 경인(庚寅) | 신묘(辛卯) | 임진(壬辰) |
| 연호 (年號) | 융흥(隆興) 원년 | 2년             | 건도(乾道) 원년 | 2년        | 3년        | 4년        | 5년        | 6년        | 7년        | 8년        |
| 효종        | 11년            | 12년            | 13년            | 14년       | 15년       | 16년       | 17년       | 18년       | 19년       | 20년       |
| 서력 (西曆) | 1173년          | 1174년          | 1175년          | 1176년     | 1177년     | 1178년     | 1179년     | 1180년     | 1181년     | 1182년     |
| 간지 (干支) | 계사(癸巳)      | 갑오(甲午)      | 을미(乙未)      | 병신(丙申) | 정유(丁酉) | 무술(戊戌) | 기해(己亥) | 경자(庚子) | 신축(辛丑) | 임인(壬寅) |
| 연호 (年號) | 9년             | 순희(淳熙) 원년 | 2년             | 3년        | 4년        | 5년        | 6년        | 7년        | 8년        | 9년        |
| 효종        | 21년            | 22년            | 23년            | 24년       | 25년       | 26년       | 27년       |            |            |            |
| 서력 (西曆) | 1183년          | 1184년          | 1185년          | 1186년     | 1187년     | 1188년     | 1189년     |            |            |            |
| 간지 (干支) | 계묘(癸卯)      | 갑진(甲辰)      | 을사(乙巳)      | 병오(丙午) | 정미(丁未) | 무신(戊申) | 기유(己酉) |            |            |            |
| 연호 (年號) | 10년            | 11년            | 12년            | 13년       | 14년       | 15년       | 16년       |            |            |            |